# Hui Shi
Hui Shi  (chinesisch 惠施, Pinyin Huì Shī), auch Huizi (chinesisch 惠子, Pinyin Huìzǐ – „Meister Hui“)  * 370 v. Chr.; † 310 v. Chr., war ein chinesischer Philosoph aus dem Staat Song (宋) zur Zeit der Streitenden Reiche. Während der Regierungszeit Königs Hui war er teils als Minister, teils als Kanzler in Wei tätig. Seine Schriften sind verloren gegangen.
Über deren Inhalte berichtet Das wahre Buch vom südlichen Blütenland des Zhuangzi (庄子) Hui Shi soll demnach taoistisch motivierte Überlegungen veröffentlicht haben, mit denen sich die Lehre Mozis von dem Nutzen der gegenseitigen Menschenliebe, begründen lassen sollten. Er benutzte dafür ein von ihm erdachtes dialektisches Systems, das aus Paradoxen aufgebaut war. Huis Lehren sind auch in anderen Werken, wie dem Zhanguo ce, Lüshi chunqiu, Schriften des Meisters Han Feizi und Xunzi, überliefert.

## Zur Person
Die Berichte im Zhuangzi beschreiben Hui Shi als friedliebend und sehr redegewandt. Er wird ferner als intelligenter, spitzfindiger Denker dargestellt, der mit ungewöhnlichen Aussagen, bzw. Thematisierungen beeindruckte, wie z. B. "Himmel und Erde sind gleich hoch" oder "Was bei den Ohren eintritt, geht beim Mund heraus." Außer den Mohisten sollen andere Zeitgenossen seine Aussagen für nutzlos gehalten haben, und seine daraus entwickelten Theorien für falsch. Sinologen stellen fest, dass klassische Quellen fehlen, die seine Philosophie umfassend darstellen. Interpretationen seines Philosophierens werden in der Forschung diskutiert: sie entzünden sich an zeitgenössischen Aussagen anderer, wie z. B. durch Zhuangzi. Doch sie sind nicht durch Äußerungen Hui Shis belegbar.
Die biographischen Daten sind ungefähre Daten. Sicher kann anhand der Quellen geschlossen werden, dass Hui Shi Zeitgenosse von Zhuangzi war. Er wird als Freund und Landsmann des Zhuangzi und führender Vertreter der philosophischen Schule der Schule der Namen oder Logiker (mingjia) genannt. Die Freundschaft mit Zhuangzi sei vermutlich nicht mehr als ein Erzählmittel gewesen, schreibt Chris Fraser in der Stanford Encyclopedia of Philosophy. Es wird berichtet, dass König Hui von Wei erwogen haben soll, ihm die Herrschaft über Wei zu übertragen, weil er glaubte, Hui Shi sei ihm an Wissen und Weisheit überlegen. Andererseits kritisierte man seine Regierungsversuche als „keine Regierung“.
Ferner wird berichtet, dass Hui Shi den Entwurf eines neuen Strafrechts entwickelt habe. Den Entwurf fand der König gut und das Volk akzeptierte ihn, doch war er nicht umsetzbar. Wie ist es möglich, dass ein Gesetz gut, aber nicht umsetzbar ist, fragte sich der König. Dies, so erläuterte ein Dritter, den der König um Rat fragte, läge daran, dass das Regieren, ähnlicher Fähigkeiten des Königs bedürfe, wie beim Tragen eines großen Balkens, zu dem man mindestens zwei brauche. Im Hinblick auf die gesellschaftspolitischen Veränderungen der Zeit, glaubt der Sinologe Ralf Moritz vermuten zu dürfen, dass Hui Shi sich mit seinem Entwurf als Politiker der neuen gesellschaftlichen Verhältnisse erwiesen habe.

## Dialektik des Paradoxen
Hui Shi besaß – neben literarischen und juristischen – weitreichende Kenntnisse der Naturwissenschaften. Er soll umfangreiche Werke hinterlassen haben. Im Zhuangzi wird erwähnt, dass sie fünf Wagen füllten.
Er soll die Lehre Mozis von der all-umfassenden Liebe mit der daoistischen Lehre „einer allgemeinen Identität aller Wesen unterbaut haben“. Diese Identität konstruiert er durch die Annahme, Raum und Zeit seien unbegrenzt und unbestimmbar. Wenn philosophisches Denken dieser Annahme folge, dann gibt es keine zeitlichen und räumlichen Unterschiede mehr, meinte Hui Shi.
Diesen spekulativen Sachverhalt formuliert er paradox in den folgenden Beispielen:

„Ich kenne die Mitte der Welt, sie liegt im Norden … von Yän und gleichzeitig im Süden … von Tschu.“

„Ich reise heute nach Yü und komme gestern an.“

Diese Art der Veranschaulichung von Theorien sei typisch für chinesische Philosophen, sagen chinesische Philosophen.
Räumliches und Zeitliches – so lasse sich daraus entnehmen – seien für Hui Shi ausschließlich menschliche Konstruktionen, bzw. Erfindungen. Daher können verschiedene räumliche und zeitliche Aussagen sowohl identisch als auch verschieden sein. Hui Shi erweitert diese Vorstellung, wenn er behauptet, dass die ganze Welt eigentlich 'eins und identisch' sei. Wenn dies so ist, dann müsse er Mozi zustimmen, dass man alle Menschen lieben müsse.
Diese Denkweise entwickelte Hui Shi zu einem dialektischen System paradoxer Aussagen. Er habe damit versucht, jede Behauptung als gültig darzustellen, erläutert Richard Wilhelm. Bauer betont, dass Hui Shi durch seine Paradoxe "das Denken … erhöhen und ihm Würde und Größe" verleihen wollte.
Hui Shis System trug vermutlich dazu bei, dass sich „eine Schule der Dialektiker“ entwickelt, die sich mit logisch-begrifflichen Untersuchungen beschäftigt. Auch die Mohisten knüpften hier an. Sie allerdings lösten sich entsprechend ihrem anderen Denkansatz von den daoistischen Grundgedanken des Hui Shi.